# 格鲁吉亚新共产党
格鲁吉亚新共产党（格鲁吉亚语：საქართველოს ახალი კომუნისტური პარტია，Sakartvelos Achali Komunisturi Partia）是格鲁吉亚的一个共产主义政党。该党成立于2001年。它的意识形态是共产主义、马克思列宁主义。它的政治立场是极左翼。它的领导人是Yevgeny Dzhugashvili。它的总部位于第比利斯。它是苏联共产党 (2001年)的成员。